# دوایت گریزولد
دوایت گریزولد (به انگلیسی: Dwight Palmer Griswold) سناتور سابق عضو حزب جمهوری‌خواه ایالات متحده آمریکا بود. وی در سال ۱۹۵۲ تا ۱۹۵۴ میلادی سناتور ایالت نبراسکا در سنای ایالات متحده آمریکا بود.